# マイク・ハンプトン
マイケル・ウィリアム・ハンプトン（Michael William Hampton 1972年9月9日 - ）は、アメリカ合衆国フロリダ州ヘルナンド郡ブルックスビル出身の元プロ野球選手（投手）、野球指導者。左投右打。

## 経歴

### プロ入りとマリナーズ時代
1990年のMLBドラフト6巡目（全体161位）でシアトル・マリナーズから指名され、プロ入り。1991年5月31日にはマイナーリーグA+級サンバーナディーノ・スピリットでノーヒットノーランを達成。1993年4月17日にメジャーデビューを果たす。

### アストロズ時代
1993年12月10日にエリック・アンソニーとのトレードで、マイク・フェルダーと共にヒューストン・アストロズへ移籍した。
1994年はリリーフで44試合に登板。
1995年からは先発に転向する。
1999年には22勝4敗・防御率2.90を記録。最多勝のタイトルを獲得し、1979年にジョー・ニークロがマークした球団記録の21勝を更新した。サイ・ヤング賞の投票ではランディ・ジョンソンに次ぐ2位に入った。

### メッツ時代
1999年12月23日にオクタビオ・ドーテル、ロジャー・セデーニョらとのトレードで、デレク・ベルと共にニューヨーク・メッツへ移籍した。
2000年は制球難に陥り、開幕3連敗を喫する。4月までは2勝4敗・防御率6.48と低迷するがその後は持ち直し、最終的に15勝10敗・防御率3.14を記録し、チームのワイルドカード獲得に貢献する。セントルイス・カージナルスとのリーグチャンピオンシップシリーズ第5戦では「生涯最高の投球をしてみせる」と宣言し、3安打完封勝利で、チームを14年ぶりのワールドシリーズ進出へ導いた。また、同シリーズでは16イニング連続無失点を記録し2勝を挙げMVPを受賞した。ニューヨーク・ヤンキースとのワールドシリーズでは第2戦に先発したが、6回4失点で敗戦投手となり、チームも1勝4敗で敗退した。
2000年シーズン終了後FAとなるため、メッツはトレードで獲得した際に長期契約の下交渉を行うつもりでいたが、ハンプトン側の要望で交渉はシーズン終了後に見送られた。

### ロッキーズ時代
2000年12月9日にコロラド・ロッキーズと投手として当時史上最高額となる総額1億2100万ドルの8年契約で合意した。
2001年4月2日のカージナルスとの開幕戦で先発し、8.1回を無失点に抑え勝利投手となった。その後5連勝するなど5月までは7勝2敗・防御率2.68と好調だったが、後半戦は5勝8敗・防御率7.46と絶不調に陥る。シーズン通算では14勝13敗・防御率5.41と期待を裏切った。
2002年は開幕から3試合で3敗、防御率10.26。その後も防御率が1度も6点台を下回ることがなく、7勝15敗・防御率6.15、被安打率.313と不振を極めた。

### ブレーブス時代
2002年11月16日にプレストン・ウィルソン、チャールズ・ジョンソンらとのトレードで、フアン・ピエールプラス金銭と共にフロリダ・マーリンズに移籍。2日後の11月18日に1対2の交換トレードで、アトランタ・ブレーブスへ移籍した。この時点で契約が6年8450万ドル残っていたが、ブレーブスが3950万ドル、残りをロッキーズとマーリンズが負担することとなった。
2003年、14勝8敗・防御率3.84を記録し、復活を果たす。自身初のゴールドグラブ賞を受賞し、チームメイトのグレッグ・マダックスの連続受賞を13年でストップさせた。2005年は、12試合に登板したところでトミー・ジョン手術を受けた。その為2006年、2007年は1試合にも登板できず、2006年には膝の手術も受けている。2008年7月26日におよそ3年ぶりにメジャー復帰。復帰3戦目となった8月5日のサンフランシスコ・ジャイアンツ戦で7回を2失点に抑え2005年8月15日以来、1087日ぶりとなる勝利を挙げた。

### キャリア晩年
2008年12月、1年200万ドルで古巣アストロズに復帰するが、7勝10敗・防御率5.30に終わる。2010年にアリゾナ・ダイヤモンドバックスと契約。
2011年3月26日に現役引退を表明した。

### コーチとして
2013年はロサンゼルス・エンゼルス・オブ・アナハイム傘下のAA級アーカンソー・トラベラーズの投手コーチ、2014年はアリゾナリーグ・エンゼルスの投手コーチを務めた。
2016年シーズンからマリナーズのブルペンコーチに就任することになり、2017年まで務めた。

## 選手としての特徴

### 投球スタイル
トミー・ジョン手術以前は89～92mphほどの速球を投げていた。2008年以降は平均88.7mph（約142.7km/h）のフォーシーム、カットボール、シンカーという3種類の速球系が投球全体の80％以上を占める。ほかにカーブ、チェンジアップを投げる。

### 打撃
投手ながら、打者顔負けの強打を誇った。2001年には1シーズン7本塁打をマークし、投手としてのナショナルリーグ最多タイ記録となった。1999年から5年連続でシルバースラッガー賞を受賞。投手で5度の獲得は4度のトム・グラビンを抑えて歴代1位。通算打撃成績は、打率.246（725打数178安打）、本塁打16、打点79。投手としての登板以外に代打等で29試合に出場している。ただし、投手以外の守備位置に就いたことはない。

## 詳細情報

### 年度別投手成績
| 年 度     | 球 団     | 登 板 | 先 発 | 完 投 | 完 封 | 無 四 球 | 勝 利 | 敗 戦 | セ 丨 ブ | ホ 丨 ル ド | 勝 率 | 打 者 | 投 球 回 | 被 安 打 | 被 本 塁 打 | 与 四 球 | 敬 遠 | 与 死 球 | 奪 三 振 | 暴 投 | ボ 丨 ク | 失 点 | 自 責 点 | 防 御 率 | W H I P |
| --------- | --------- | ----- | ----- | ----- | ----- | -------- | ----- | ----- | -------- | ----------- | ----- | ----- | -------- | -------- | ----------- | -------- | ----- | -------- | -------- | ----- | -------- | ----- | -------- | -------- | ------- |
| 1993      | SEA       | 13    | 3     | 0     | 0     | 0        | 1     | 3     | 1        | --          | .250  | 95    | 17.0     | 28       | 3           | 17       | 3     | 0        | 8        | 1     | 1        | 20    | 18       | 9.53     | 2.65    |
| 1994      | HOU       | 44    | 0     | 0     | 0     | 0        | 2     | 1     | 0        | --          | .667  | 181   | 41.1     | 46       | 4           | 16       | 1     | 2        | 24       | 5     | 1        | 19    | 17       | 3.70     | 1.50    |
| 1995      | HOU       | 24    | 24    | 0     | 0     | 0        | 9     | 8     | 0        | --          | .529  | 641   | 150.2    | 141      | 13          | 49       | 3     | 4        | 115      | 3     | 1        | 73    | 56       | 3.35     | 1.26    |
| 1996      | HOU       | 27    | 27    | 2     | 1     | 0        | 10    | 10    | 0        | --          | .500  | 691   | 160.1    | 175      | 12          | 49       | 1     | 3        | 101      | 7     | 2        | 79    | 64       | 3.59     | 1.40    |
| 1997      | HOU       | 34    | 34    | 7     | 2     | 1        | 15    | 10    | 0        | --          | .600  | 941   | 223.0    | 217      | 16          | 77       | 2     | 2        | 139      | 6     | 1        | 105   | 95       | 3.83     | 1.32    |
| 1998      | HOU       | 32    | 32    | 1     | 1     | 0        | 11    | 7     | 0        | --          | .611  | 917   | 211.2    | 227      | 18          | 81       | 1     | 5        | 137      | 4     | 2        | 92    | 79       | 3.36     | 1.46    |
| 1999      | HOU       | 34    | 34    | 3     | 2     | 0        | 22    | 4     | 0        | 0           | .846  | 979   | 239.0    | 206      | 12          | 101      | 2     | 5        | 177      | 9     | 0        | 86    | 77       | 2.90     | 1.28    |
| 2000      | NYM       | 33    | 33    | 3     | 1     | 1        | 15    | 10    | 0        | 0           | .600  | 929   | 217.2    | 194      | 10          | 99       | 5     | 8        | 151      | 10    | 0        | 89    | 76       | 3.14     | 1.35    |
| 2001      | COL       | 32    | 32    | 2     | 1     | 0        | 14    | 13    | 0        | 0           | .519  | 904   | 203.0    | 236      | 31          | 85       | 7     | 8        | 122      | 6     | 0        | 138   | 122      | 5.41     | 1.58    |
| 2002      | COL       | 30    | 30    | 0     | 0     | 0        | 7     | 15    | 0        | 0           | .318  | 838   | 178.2    | 228      | 24          | 91       | 4     | 7        | 74       | 9     | 2        | 135   | 122      | 6.15     | 1.79    |
| 2003      | ATL       | 31    | 31    | 1     | 0     | 0        | 14    | 8     | 0        | 0           | .636  | 823   | 190.0    | 186      | 14          | 78       | 4     | 1        | 110      | 10    | 1        | 91    | 81       | 3.84     | 1.39    |
| 2004      | ATL       | 29    | 29    | 1     | 0     | 0        | 13    | 9     | 0        | 0           | .591  | 760   | 172.1    | 198      | 15          | 65       | 3     | 1        | 87       | 3     | 2        | 86    | 82       | 4.28     | 1.53    |
| 2005      | ATL       | 12    | 12    | 1     | 1     | 0        | 5     | 3     | 0        | 0           | .625  | 284   | 69.1     | 74       | 5           | 18       | 0     | 0        | 27       | 1     | 0        | 28    | 27       | 3.50     | 1.33    |
| 2008      | ATL       | 13    | 13    | 0     | 0     | 0        | 3     | 4     | 0        | 0           | .429  | 331   | 78.0     | 83       | 10          | 28       | 6     | 1        | 38       | 0     | 0        | 45    | 42       | 4.85     | 1.42    |
| 2009      | HOU       | 21    | 21    | 0     | 0     | 0        | 7     | 10    | 0        | 0           | .412  | 494   | 112.0    | 128      | 13          | 46       | 6     | 2        | 74       | 1     | 0        | 71    | 66       | 5.30     | 1.55    |
| 2010      | ARI       | 10    | 0     | 0     | 0     | 0        | 0     | 0     | 0        | 1           | ----  | 16    | 4.1      | 3        | 0           | 1        | 1     | 0        | 3        | 0     | 0        | 0     | 0        | 0.00     | 0.92    |
| MLB：16年 | MLB：16年 | 419   | 355   | 21    | 9     | 2        | 148   | 115   | 1        | 1           | .563  | 9824  | 2268.1   | 2370     | 200         | 901      | 49    | 49       | 1387     | 75    | 13       | 1157  | 1024     | 4.06     | 1.44    |

- 各年度の太字はリーグ最高

### タイトル
- 最多勝利：1回（1999年）

### 表彰
- シルバースラッガー賞：5回（1999年 - 2003年）
- ゴールドグラブ賞：1回：（2003年）

### 記録
- MLBオールスターゲーム選出：2回（1999年、2001年）

### 背番号
- 46（1993年、2016年 - 2017年）
- 38（1994年）
- 10（1995年 - 1999年、2001年 - 2002年）
- 32（2000年、2003年 - 2008年）
- 11（2009年）
- 21（2010年）